# Pandora Moon
Pandora Moon est un personnage de la deuxième génération de la série télévisée Skins. Elle est incarnée par Lisa Backwell. Elle est la meilleure amie d'Elizabeth Stonem. Sa mère l'a appelée ainsi pour que les garçons ne puissent pas ouvrir sa boite (Pandore).

## Biographie

### Saison 2
Très naïve et coincée mais pas pour autant timide, Pandora fait la connaissance de Effy lors d'un cours d'Arts Modernes. Elles deviennent amies et Pandora commence à suivre Effy partout. Dans cette saison, elle fait partie des personnages secondaires et parle tout le temps au téléphone à sa mère. Elle n'est là que pour l'humour. Dès ses premières apparitions, la jeune fille commence toujours par sa phrase d'introduction toute personnelle "Je suis Pandora, je suis inutile".

### Saison 3
Le rôle de Pandora prend une tout autre ampleur. Au début de la saison 3, elle fait la connaissance de Thomas Tomone, un africain immigré à Bristol. Ils tombent amoureux, mais les choses se compliquent quand Thomas est forcé par sa mère à rentrer au Congo, son pays natal. Pandora se sent dès lors terriblement seule. Dans l'épisode qui lui est dédié, on se rend compte qu'elle n'aime pas vraiment cette image de fille inutile et invisible, même si elle ne se plaint jamais de quoi que ce soit. On apprend notamment que sa mère Angela fait des films pornographiques avec leur voisin, Martin. À la fin de cet épisode, Pandora perd sa virginité avec Cook, avant d'être surprise par Effy, qui le voit sortir de chez elle. Les deux meilleures amies se disputent et, à ce moment précis, on voit Thomas qui revient du Congo spécialement pour Pandora. 
Dans l'épisode 7 (« JJ »), on voit que Pandora n'a pas tenu la parole qu'elle avait faite à Effy : elle a continué de coucher avec Cook, ce que Thomas apprendra dans l'épisode 8 ("Effy"). Thomas se sépare de Pandora, bien qu'elle lui demande de lui donner une dernière chance. Dans l'épisode 9 (« Katie and Emily »), Thomas et Pandora se remettent ensemble. 

### Saison 4
Thomas trompe Pandora lorsqu'il traverse une période de doute. Cette dernière ne lui pardonne pas et ils restent en froid une bonne partie de la saison. Ils se réconcilient toutefois à la fin, lorsqu'ils réalisent qu'ils iront tous les deux à Harvard. Pandora soutient également Effy pendant sa dépression.